# Valbo-Hedesunda pastorat
Valbo-Hedesunda pastorat är ett pastorat i Gästriklands kontrakt i Uppsala stift.
Det bildades 2018 av pastoraten för Valbo och Hedesunda och omfattar de två församlingarna.
Pastoratskod är 011103